# Niederwörresbach
Niederwörresbach è un comune di 932 abitanti della Renania-Palatinato, in Germania.
Appartiene al circondario (Landkreis) di Birkenfeld (targa BIR) ed è parte della comunità amministrativa (Verbandsgemeinde) di Herrstein-Rhaunen.
Il territorio del comune è attraversato dal fiume Fischbach, affluente della Nahe.

## Geografia

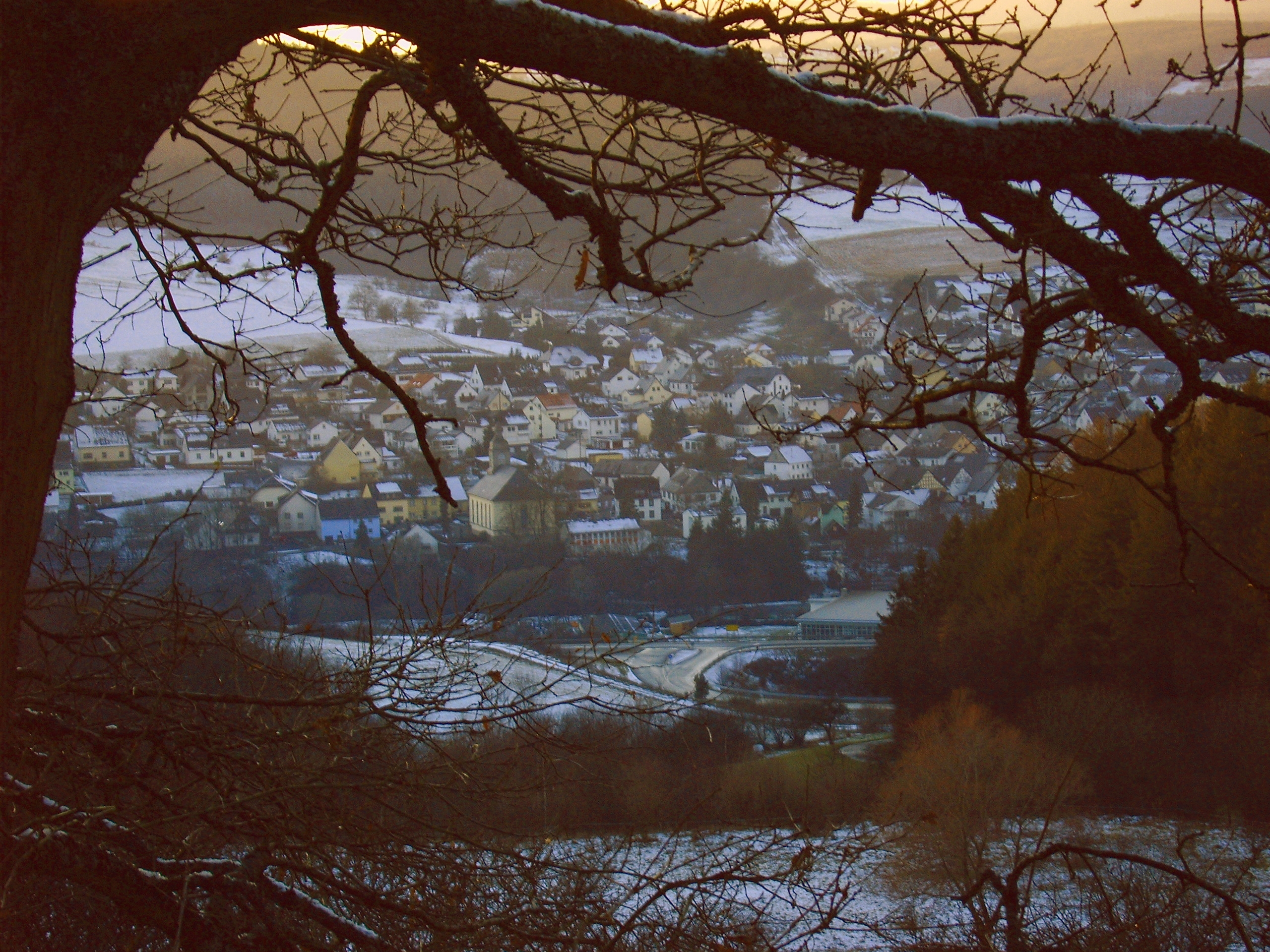
Vista dal Kehrwald

Il villaggio si trova tra il bordo meridionale dell'Hunsrück e la catena montuosa di origine vulcanica sull'alto Nahe. Fa parte della valle del Fischbach e, alla periferia del comune, l'omonimo fiume, il Wörresbach (chiamato anche Hinterbach) sfocia nel Fischbach.